# Heliotropium stevenianum
Heliotropium stevenianum là loài thực vật có hoa trong họ Mồ hôi. Loài này được Andrz. mô tả khoa học đầu tiên năm 1862.